# Iurie Țap
Iurie Țap (n. 1955, în Nimereuca, raionul Soroca) este un om politic din Republica Moldova, deputat în Parlamentul Republicii Moldova, care a îndeplinit și funcția de vicepreședinte al Parlamentului al Republicii Moldova (2009-2010).
Este vicepreședinte al Partidului Liberal Democrat din Moldova.

## Biografie
Iurie Țap s-a născut 3 octombrie 1955, în satul Nimereuca, raionul Soroca. Între 1973 și 1978 a studiat și a absolvit Facultatea de Istorie la Universitatea de Stat din Moldova. Din 1978 până în 1982 a fost învățător de istorie în Școala nr. 2, or. Florești. Între 1982-1985 a fost lector la Comitetul raional Florești al PCMD. Din 1985 până în 1987 a fost director al școlii medii moldo-ruse, or. Florești. Din 1987 până în 1991 a fost șef de secție, Comitetul raional Florești al PCM. Din 1991 până în 1999 a fost vicepreședinte în Comitetul executiv raional Florești. Între 1999 și 2009 a fost primar al orașului Florești, fiind de două ori: în 2003 și 2007.
Începând cu 5 aprilie 2009 este deputat în Parlamentul Republicii Moldova, în fracțiunea Partidului Liberal Democrat din Moldova.
La data de 10 septembrie 2009, cu votul a 53 de deputați Iurie Țap este ales în calitate de vicepreședinte al Parlamentului Republicii Moldova. A deținut funcția până în 28 septembrie 2010.
În prezent este vicepreședintele fracțiunei parlamentare a Partidului Liberal Democrat din Moldova, vicepreședinte al Comisiei parlamentare permanente "Administrație publică și dezvoltare regională" și președinte al Comisiei parlamentare speciale "Pentru modificarea și completarea cadrului legislativ privind procesul de descentralizare și consolidare a autonomiei locale".

## Viața personală
Iurie Țap este căsătorit cu Elena Țap. Soția sa este inginer de profesie, care în prezent (2014) activează în calitate de lector superior la Universitatea Pedagogică de Stat Ion Creangă din Chișinău, iar anterior a fost profesoară la Liceul „Ion Creangă”. Cei doi au împreună patru copii: Eduard, Carolina, Vlad și Iurie. și trei nepoți. Iurie Țap vorbește româna (nativă), rusa (fluent) și franceza (mediu).